# Raymond Benson
Raymond Benson (6 september 1955) is een Amerikaans regisseur, programmeur en auteur, met name bekend vanwege het schrijven van diverse titels uit de James Bondreeks. Hij groeide op in Austin (Texas) en studeerde drama en later regie aan de Universiteit van Texas en studeerde in 1978 af. In 1979 verhuisde hij naar New York, waar hij verschillende (toneel)producties regisseerde. 
Raymond Benson is daarnaast programmeur van computergames en componist. Hij is de vierde (na Ian Fleming) officiële auteur van de James Bond 007-titels. Benson heeft het James Bondstokje overgenomen van John Gardner.
Hij is nu als docent werkzaam in Illinois en schrijft naast James Bondthrillers ook eigen originele romans die heel verschillend zijn van zijn 007-boeken.
Hij schreef tot op heden in totaal elf James Bondboeken, waaronder titels als Tomorrow Never Dies, Decada, The World Is Not Enough en Die Another Day.
Raymond Benson is de auteur van The James Bond Bedside Companion, dat genomineerd werd voor een Edgar Allan Poe Award for Best Biographical/Critical Work en door de 007-fans als meest gezaghebbend beschouwd wordt wat betreft de wereld van James Bond. Hij is een van de bestuursleden van de Ian Fleming Stichting en is jarenlang vicepresident van de Amerikaanse James Bond 007 Fanclub geweest.
Daarnaast is hij auteur van de (non-fictie) biografie van de Britse progressieve rockband Jethro Tull, Pocket Essential Jethro Tull.
- Biblioteca Nacional de España: XX1461192
- Bibliothèque nationale de France: cb13551833w (data)
- Gemeinsame Normdatei: 122282639
- International Standard Name Identifier: 0000 0000 7141 8720
- Library of Congress Control Number: n82219959
- Bibliotheek van het Japanse parlement: 00673100
- Nationale Bibliotheek van Tsjechië: xx0004801
- Nationale bibliotheek van Australië: 36216513
- Nederlandse Thesaurus van Auteursnamen: 071070443
- SNAC: w65b29t2
- Système universitaire de documentation: 057695601
- Trove: 1230944
- Virtual International Authority File: 7552765
- WorldCat: E39PBJmXDXcdqhKkrbQ8k36h73